# Selfie (álbum de Leo Saavedra)
Selfie es el primer álbum del músico chileno solista Leo Saavedra lanzado en agosto de 2015 por el sello Sudamerican Records.
El álbum tuvo un lanzamiento en vivo el 6 de julio de 2017 en el cual participaron artistas invitados como Pedropiedra y Gonzalo Yáñez.

## Lista de canciones
| Selfie |                        |          |  |
| N.º    | Título                 | Duración |  |
| 1.     | «Existencialismo»      | 4:42     |  |
| 2.     | «Crucigrama»           | 4:17     |  |
| 3.     | «El Árbol»             | 3:25     |  |
| 4.     | «Calla»                | 3:19     |  |
| 5.     | «El invierno más frío» | 3:24     |  |
| 6.     | «Ralco»                | 3:46     |  |
| 7.     | «El Túnel»             | 3:16     |  |
| 8.     | «Chacal»               | 3:42     |  |
| 9.     | «Géminis»              | 2:58     |  |
| 10.    | «Directo al hospital»  | 4:07     |  |
| 11.    | «Selfie»               | 4:17     |  |
| 12.    | «Despunta el alba»     | 3:48     |  |

## Singles
- El Invierno más frío (3 de septiembre de 2015)
- Ralco (9 de diciembre de 2015)
- Crucigrama (13 de junio de 2017)